# César Covo
César Covo, né le 28 avril 1912 à Sofia (Bulgarie) et mort le 6 mars 2015 à Cesson-Sévigné (France), est un brigadiste français et résistant MOI de la première heure. Militant communiste engagé dans l'entre-deux-guerres contre le fascisme au sein de la sous section bulgare du syndicat Main-d'œuvre immigrée, il met durant l'Occupation ses compétences d'imprimeur au service de l'« Armée du crime », sauve des clandestins, combattants poursuivis par la police française, femmes et enfants catégorisés « de race juive » par le régime de Vichy, en imprimant de faux papiers. Handicapé par une blessure de guerre au genou, il distribue des tracts, participe au T. A. et au recrutement de résistants puis, les armes à la main, à la Libération de Paris.
« Terroriste à la retraite » revenu du stalinisme, il donne tardivement avec beaucoup de simplicité un témoignage d'une guerre d'Espagne sans héros qu'il a vécue au sein des Brigades internationales et de l'Armée populaire de la République espagnole, La guerre, camarade !.

## Biographie

### Jeune intellectuel ladino émancipé (1912-1930)
César Covo naît à Sofia trois ans et demi après l'indépendance du royaume de Bulgarie et vingt-huit mois avant la Première Guerre mondiale dans la communauté ladino chassée en 1492 d'Espagne et réfugiée à Salonique, où elle a prospéré dans la filature de laine pour la Sublime Porte, qui leur en avait concédé le monopole. Un de ses aïeux, Juda Covo, a été le rabbin et le représentant des juifs de Salonique, célèbre pour avoir été pendu en punition d'une baisse de qualité de la fabrication. Les descendants de cet aïeul restés à Salonique donneront, comme les Perahia, Sabetay, Modellano, Modiano, Amarillo, Benveniste, Gattegno, Molho, Saporta et Arditti, de nombreux rabbins, tel Jacob Hanania Covo à la fin du XIXe siècle. La tradition familiale de l'imprimerie remonte au premier atelier de typographie ouvert à Salonique en 1515, au rabbin Elie Covo, qui s'est opposé aux sabbatéens par ses sentences en 1688, aux éditions talmudiques inaugurées en 1690 par son successeur Benjamin Assael, et à la diffusion d'une presse judéoespagnole à partir de 1870.
Son père est en effet un imprimeur, modeste, qui lui transmet la nationalité française, acquise par son grand-père pour service rendu à l'empereur Napoléon dans le cadre d'une politique d'émancipation dont avait également bénéficié Mayer Amschel Rothschild. Sa mère, fille de rabin, l'élève seule avec sa fille aînée de cinq ans, Sarah, future brigadiste, jusqu'à l'âge de six ans. C'est alors qu'il découvre son père, un quasi étranger enfin démobilisé. C'est au lycée français Saint-Jean Baptiste de la Salle, que gère depuis 1885 la congrégation des Frères des écoles chrétiennes, qu'il suit sa scolarité. Celle ci se déroule durant la quasi guerre civile qui entrave le début du règne du roi Boris. Le consulat de France paye la moitié des frais de scolarité. En 1928, le père de César Covo ne peut plus payer l'autre moitié. L'adolescent, qui a seize ans, trouve un emploi de coursier et découvre les idées communistes.
En 1930, la crise de 29 frappe très rudement un royaume de Bulgarie qui a déjà connu deux coups d'État. La production chute de quarante pour cent, le chômage touche sept millions de personnes et, comme en Allemagne, l'inflation est sans limite. La famille Covo, orientée par le consulat, décide d'émigrer en France plutôt qu'en Palestine, le sionisme étant perçu par beaucoup de judéo-espagnols, particulièrement au sein de la Fédération socialiste ouvrière de Salonique, comme un reniement d'une culture sépharade qui remonte à l'Antiquité et s'enorgueillit d'une tradition espagnole raffinée.
À Paris, César Covo, qui a dix-huit ans, fait son service militaire dans la cavalerie et s'inscrit au Parti communiste, ce qu'il n'avait pas pu faire en Bulgarie, celui ci y étant interdit.

### L'engagement communiste contre le fascisme (1931-1936)

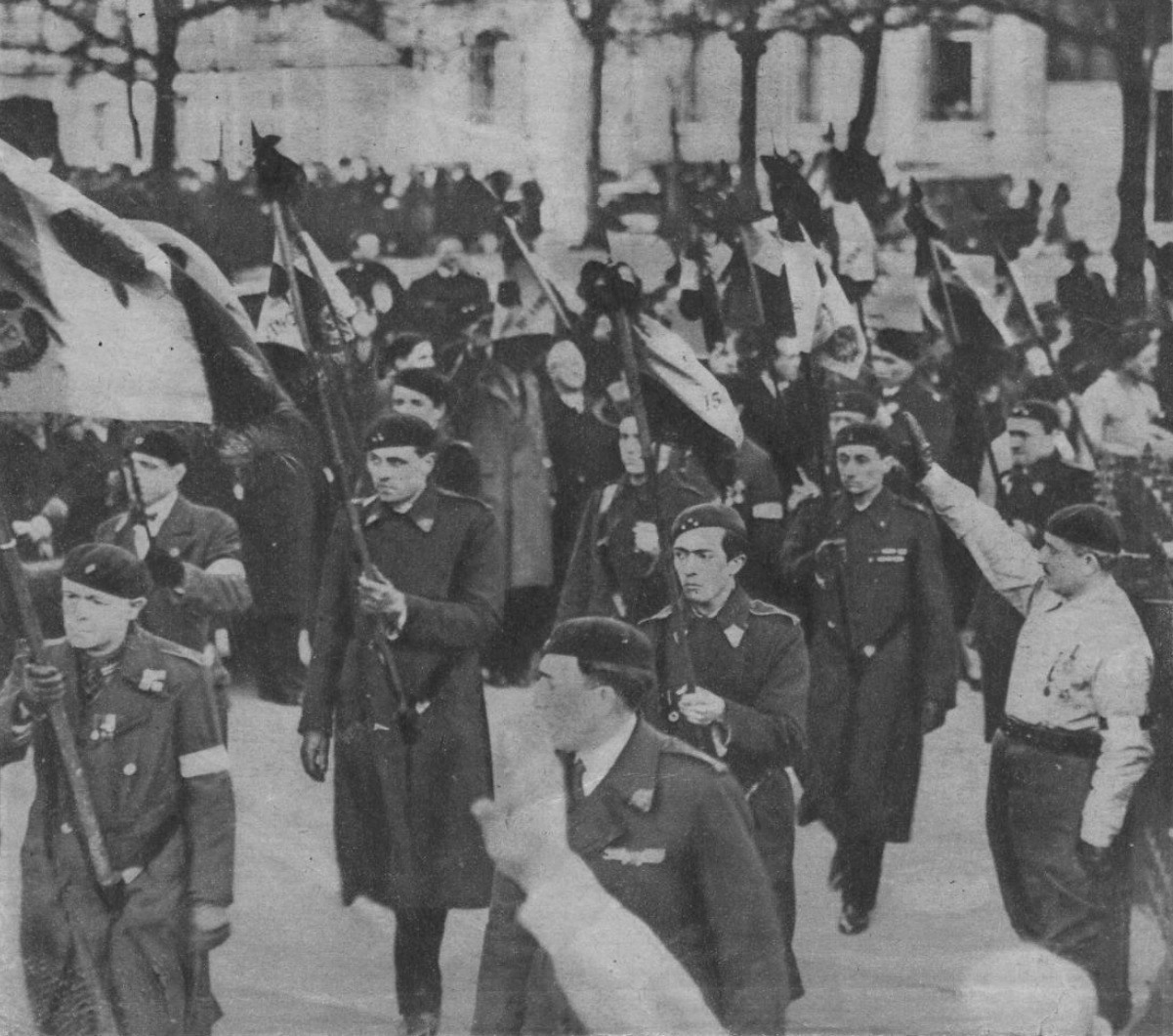
Défilé fasciste dans Paris en avril 1934. La menace du fascisme en France, après l'arrivée au pouvoir de Mussolini en 1922 en Italie et de Hitler en 1933 en Allemagne, paraît imminente après la crise de février 1934, qui voit arriver Pétain au gouvernement.

Libéré des obligations militaires, César Covo retrouve en 1931 le foyer familial, désormais à Bagnolet. Il trouve un emploi de tressage de chaussures. Beaucoup d'ateliers de confection sont clandestins et emploient une main d’œuvre immigrée non déclarée. Il s'implique dans le mouvement des jeunesses communistes qui animent les manifestations et les grèves. Il est sollicité par Maurice Lampe, secrétaire du PCF pour la banlieue est et futur dirigeant des Brigades internationales, pour jouer les utilités à la sous-section bulgare de la branche syndicale Main-d'œuvre immigrée, MOI.
Lors de l'émeute du 6 février 1934, César Covo est dans le service d'ordre qui affronte à poings nus les ligues d'extrême droite parties à l'assaut de l'Assemblée nationale. Au petit matin, on compte vingt huit morts et trente six blessés par balle, dont trois communistes.
Il a vingt-quatre ans quand le Front populaire remporte les élections législatives du 3 mai 1936. Il participe aux manifestations puis aux occupations d'usine qui se déclenchent pour donner du poids au PCF dans le prochain gouvernement, quand à Burgos, le 24 juillet, l'armée espagnole putschiste, son coup d'État ayant échoué, se constitue en junte.
Fin août, le Secours rouge international ouvre un Comité d’entraide à l’Espagne républicaine 33 rue de la Grange-aux-Belles, dans les anciens bureaux de la CGTU, fédération syndicale à laquelle appartient la MOI. Avec ses camarades de la sous section bulgare, César Covo répond à l'appel lancé le 18 septembre à Bruxelles par Willi Münzenberg lors d'une réunion du Komintern de recruter « des volontaires ayant une expérience militaire en vue de leur envoi en Espagne » mais se voit dans un premier temps interdire de partir défendre la République. La lutte en France même contre les ligues fascisantes visées par la loi du 10 janvier 1936 sur les groupes de combat et milices privées, Camelots du Roy, Action française, Croix-de-feu et Jeunesses patriotes du Front national, parait prioritaire.
Les volontaires affluent de tous pays et sont accueillis dans des baraquements que le Comité loue 8 avenue Mathurin-Moreau. L'autorisation de partir, que d'autres n'ont pas attendue, est enfin donnée le 22 octobre par un décret du gouvernement espagnol alors que Madrid se trouve encerclée par les nationalistes espagnols appuyés par des troupes mussoliniennes et nazies.

### L'épopée brigadiste (novembre 1936-janvier 1937)

#### Enrôlement

Écusson du Front populaire symbolisant l'unité de la gauche, communistes du PCE et du POUM, socialistes du PSOE et de l'UGT et républicains de l'IR. Repris comme leur emblème par les Brigades internationales, il était porté par César Covo et ses camarades sur leurs uniformes.

Fin octobre 1936, César Covo prend gare d'Austerlitz le train de 22:17 pour Perpignan. Comme tous ses camarades, il voyage en passager discret pour essayer d'échapper aux contrôles de la police française, laquelle interdit le passage aux brigadistes depuis que Léon Blum, Président du Conseil socialiste, s'est résigné à une politique de non-intervention en Espagne et mis en place le Comité international pour la non-intervention. Celui-ci est censé veiller à un embargo sur les armes que chaque partie viole, le Royaume-Uni et la France en fournissant de vieux fusils, l'Allemagne nazie en envoyant des avions.
Après un trajet en bus jusqu'à la frontière, César Covo franchit celle-ci à pied, prend la tête d'un des deux groupes formés sur place, celui des camarades originaires des Balkans, et rejoint le point de ralliement de Figueras. Il reçoit une pseudo formation militaire, sans équipement ni arme, à la caserne Karl-Marx de Barcelone, où il est accueilli par le commissaire politique Hans Beimler.
Il est un des premiers soldats de la XIe brigade internationale, la première constituée, soit le 14 octobre. Son bataillon, le bataillon Thälmann, environ mille cinq cents hommes, rejoint le front le 3 novembre à Albacete, où une compagnie sur deux reçoit pour la première fois uniformes et armes. Il arrive dans la capitale le 7 novembre, veille de la bataille de Madrid, et passe la nuit dans les jardins du palais de La Moncloa. Le bataillon est commandé par Richard Staimer, la brigade, par le major Enrique Líster, le commandement général étant celui du général Kléber.

#### Bataille de Cerro de los Angeles
Enrique Líster place le 5e régiment, pilier de la nouvelle Armée populaire, à la Cité universitaire, à la sortie est de Madrid. Il confie à Albert Schindler, chef du bataillon Thälmann, le soin de mener une manœuvre de diversion à dix kilomètres au sud-est de Madrid.
Le bataillon est conduit en train à Chinchón, acclamé par les paysans. Il attaque le 10 novembre Cerro de los Angeles (es). C'est là que César Covo découvre la réalité d'une guerre jusqu'alors idéalisée. Sa compagnie, dite des « Balkaniques », est décimée par les shrapnels.

#### Bataille de la Casa de Campo

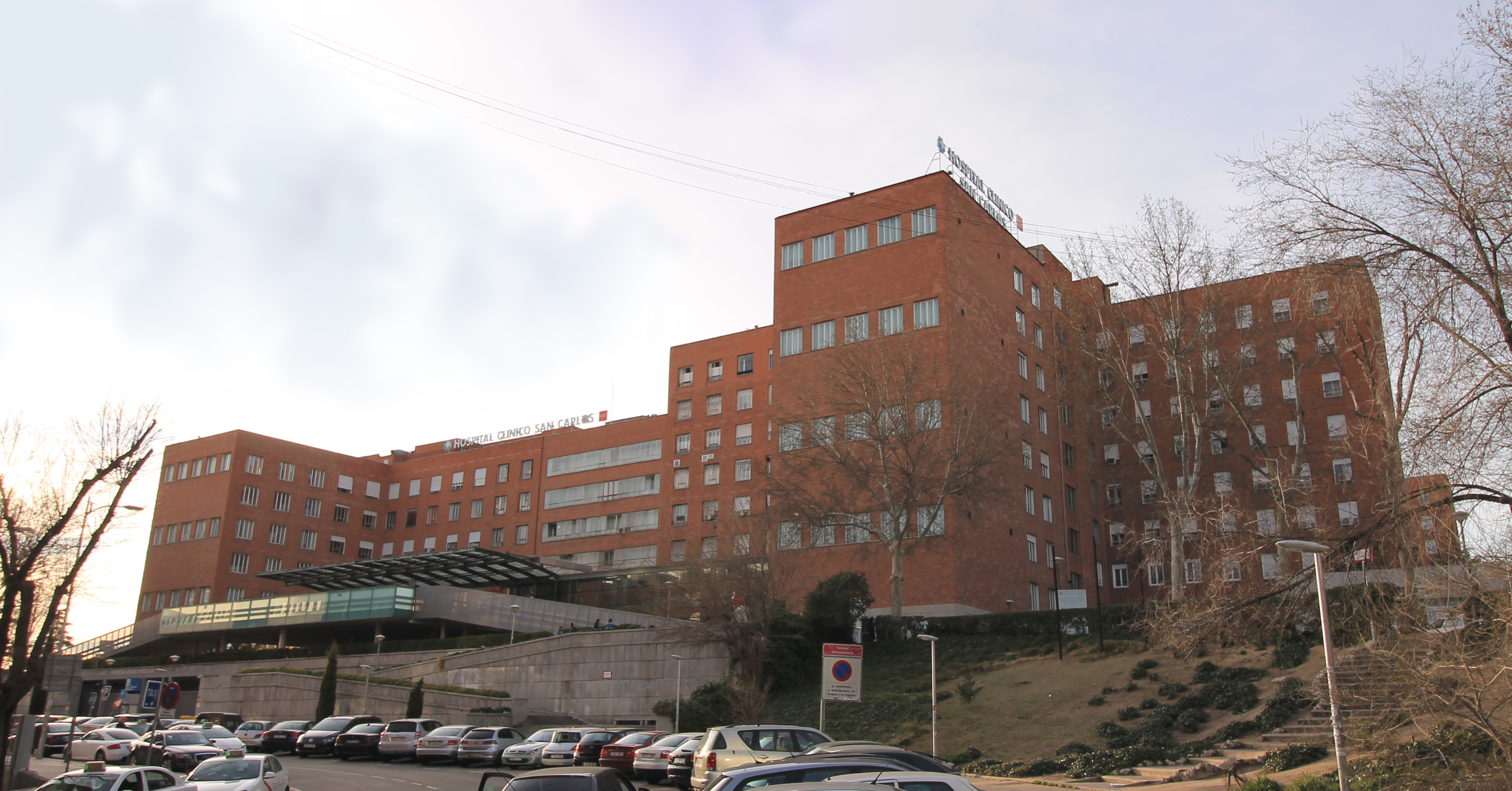
L'hôpital Saint Charles aujourd'hui, hauteur assaillie par la compagnie de César Covo lors de la bataille de la Cité universitaire.

La compagnie des Balkaniques poursuit le mouvement vers le centre de Madrid et est positionnée sur le flanc gauche entre le parc de la Casa de Campo et la cité universitaire (es). Elle n'est séparée de l'ennemi que de quelques mètres par un muret construit à la hâte au bout d'un boyau naturel, une sorte de tranchée improvisée, à distance de la faculté de philosophie (es) tenue par le Bataillon Commune de Paris.
Après une nuit de tir continu, la compagnie est assaillie par des chars, et, à court de munitions, privée du réapprovisionnement prévu et des deux chars attendus, elle se replie dans un bâtiment bientôt détruit par deux obus de mortiers. Un tiers de la compagnie est tué et César Covo se porte volontaire pour retirer sous la mitraille les blessés.
Le 24 novembre, un assaut décisif permet de repousser les nationalistes du général Franco. Le 1er décembre, César Covo voit depuis le palais de la Moncloa Hans Beimler s'exposer imprudemment et se faire stupidement tuer par un tir embusqué.

#### Bataille de Villa del Rio
De retour à Albacete à la mi décembre, César Covo assiste à l'arrivée des renforts venus de France, d'Angleterre et d'URSS et à la redéfinition de l'ordre de bataille. Il est affecté à un des deux nouveaux bataillons de mitrailleurs, dit des Neuf nationalités. Il observe l'arrivisme de son commandant, Stomatoff, et l'antisémitisme de certains brigadistes
Le 22 décembre les Neuf nationalités sont envoyées en avant-garde à Villa del Río donner un coup d'arrêt à l'« offensive de l'olive (es) » que le général Queipo de Llano mène depuis l'Andalousie, Cordoue, Jaen et Andujar étant déjà tombées. Le 23, face à un ennemi dont les positions ne sont pas même connues, les mitrailleuses sont déployées en dépit du bon sens six kilomètres en avant du Guadalquivir à découvert. La plupart se révèlent inutilisables et doivent être réparées. Après une journée d'intense combat, aviation et embuscades ennemies provoquent à seize heures vers un Montoro que personne ne situe un ordre de retraite, qui, dans la confusion et le refus d'abandonner les blessés n'est pas suivi avant la nuit. Au matin du 24, les trois quarts de l'effectif engagé par la XIe Brigade a péri, tués par la cavalerie ennemie ou noyés dans un Guadalquivir glacial.

#### Bataille de Las Rozas

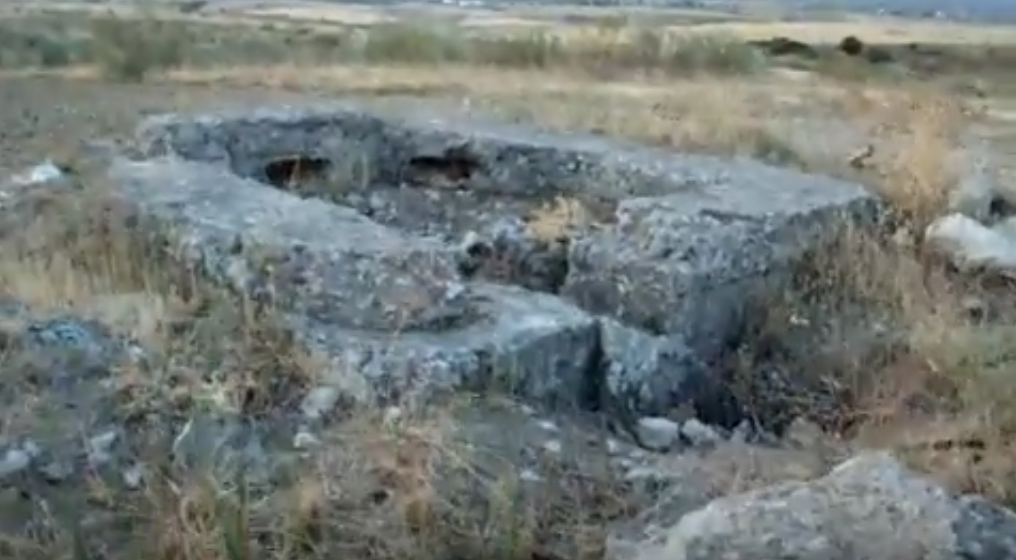
Restes d'un bunker à l'ouest de Las Rozas, village de la banlieue madrilène entièrement détruit par les combats.

Transportés de nuit au nord-ouest de Madrid, les deux cents hommes survivants du bataillon Thälmann sont jetés le 6 janvier 1937 avec ceux du bataillon Edgar André dans la bataille de Las Rozas, qui a commencé la veille dans le brouillard. Les Républicains sont à court de munitions. Les tirailleurs marocains, appuyés par des chars franquistes et l'aviation nazie, enfoncent le front et achèvent les blessés. Le lendemain, le bataillon Thälmann ne compte plus que trente-deux hommes mais l'encerclement de Madrid par l'armée factieuse a échoué même si celle-ci a considérablement avancé. Sur deux mille kilomètres d'un front resté par ailleurs, faute de forces suffisantes, calme, la bataille de Las Rozas et Majadahonda se prolonge jusqu'au 15 janvier dans le froid, la pénurie de vivres et de munitions, sans coordination avec les chars soviétiques ni évacuation des blessés, et se solde par une consolidation des positions respectives.

### À l'état-major de l'Armée populaire (février 1937-janvier 1938)

#### Bataille du Jarama
En février, César Covo combat sous le commandement de Ludwig Renn à la terrible bataille du Jarama, qui arrête l'armée régulière espagnole au sud-est de Madrid malgré une infériorité numérique. Son bon contact avec les paysans, qui croient ce ladinophone natif d'Espagne et l'estiment particulièrement, lui vaut d'être alors affecté à l'état major de la 46e division de l'Armée populaire espagnole comme interprète auprès du terrible, héroïque et controversé Valentín González.

#### Bataille de Guadalajara
En mars 1937, il combat à la bataille de Guadalajara, où un corps expéditionnaire italien est repoussé à l'est de la capitale. Il s'y interroge sur la morgue d'El Campesino face à la mort et sur la même obstination à mourir debout que montrent les soldats des deux camps.
Blessé aux genoux, il est récupéré à temps sur le terrain par ses camarades mais conservera une jambe raide.

#### Démobilisation

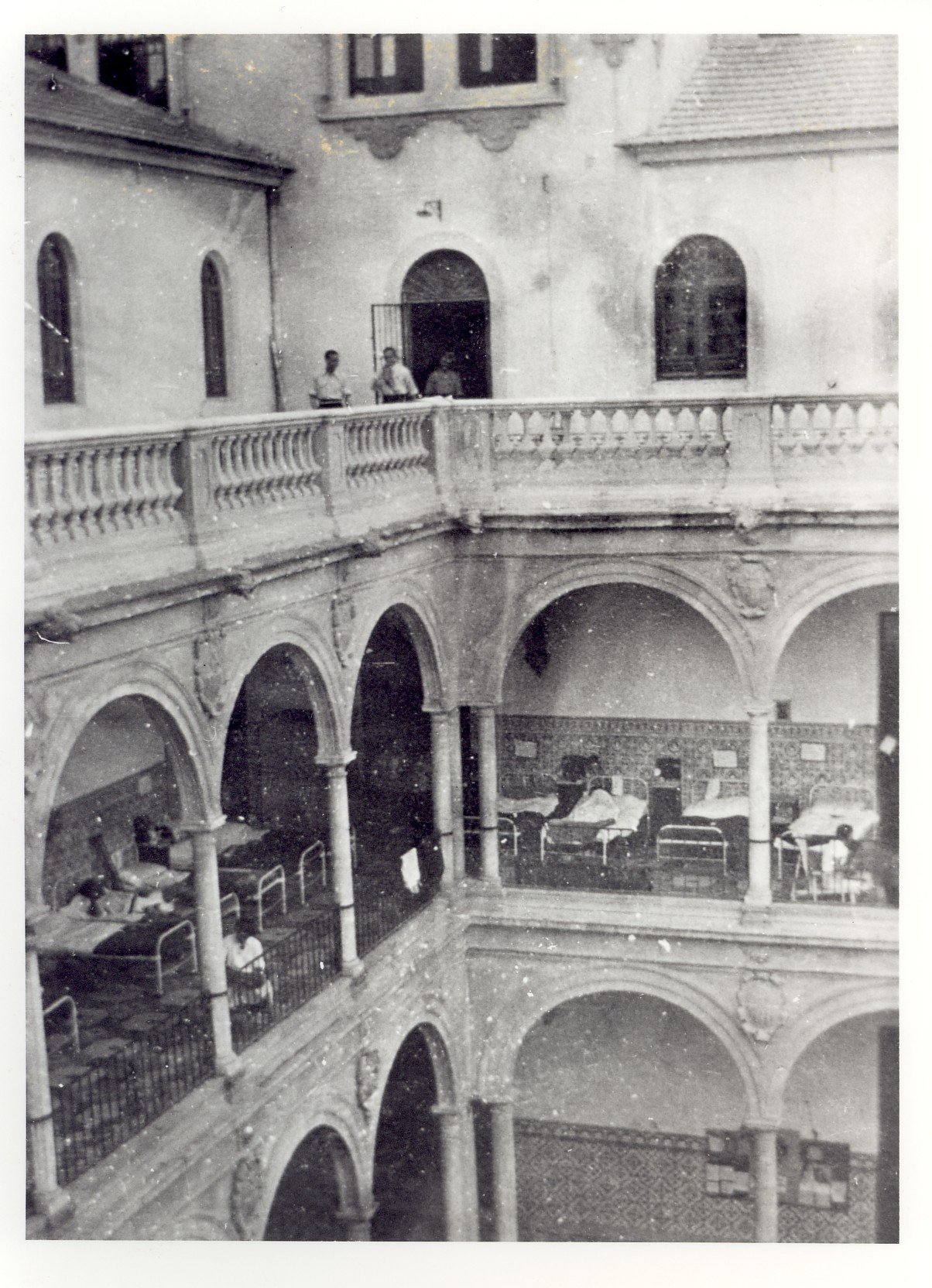
L'hôpital de Murcie en 1937 où César Covo passe sa convalescence.

Opéré à Madrid, César Covo est envoyé en convalescence à l'hôpital de Murcie que la ministre de la santé de la République Federica Montseny a inauguré en mai. Il y retrouve hagard Stomatoff, son commandant porté disparu. Sa jambe s'infecte, raison pour laquelle il est rapatrié. Il débarque tout aussi anonymement qu'à l'aller gare d'Austerlitz au début de l'année 1938.
Ainsi, s'il a l'occasion de mesurer l'impréparation et l'indiscipline des volontaires espagnols, il n'a pas le temps de voir les conséquences des dissensions entre les communistes du Komintern et les anarchistes du CNT puis des purges dirigées contre les membres du POUM ni, après la défaite de l'Èbre où le bataillon français est décimé, la Retirada et l'internement de ses amis personnels réfugiés en France sur les plages d'Argelès et de Saint-Cyprien puis leur emprisonnement dans les camps alors dits de concentration de Gurs puis du Vernet.

### D'une guerre à l'autre

#### Seconde défaite (1938-1940)

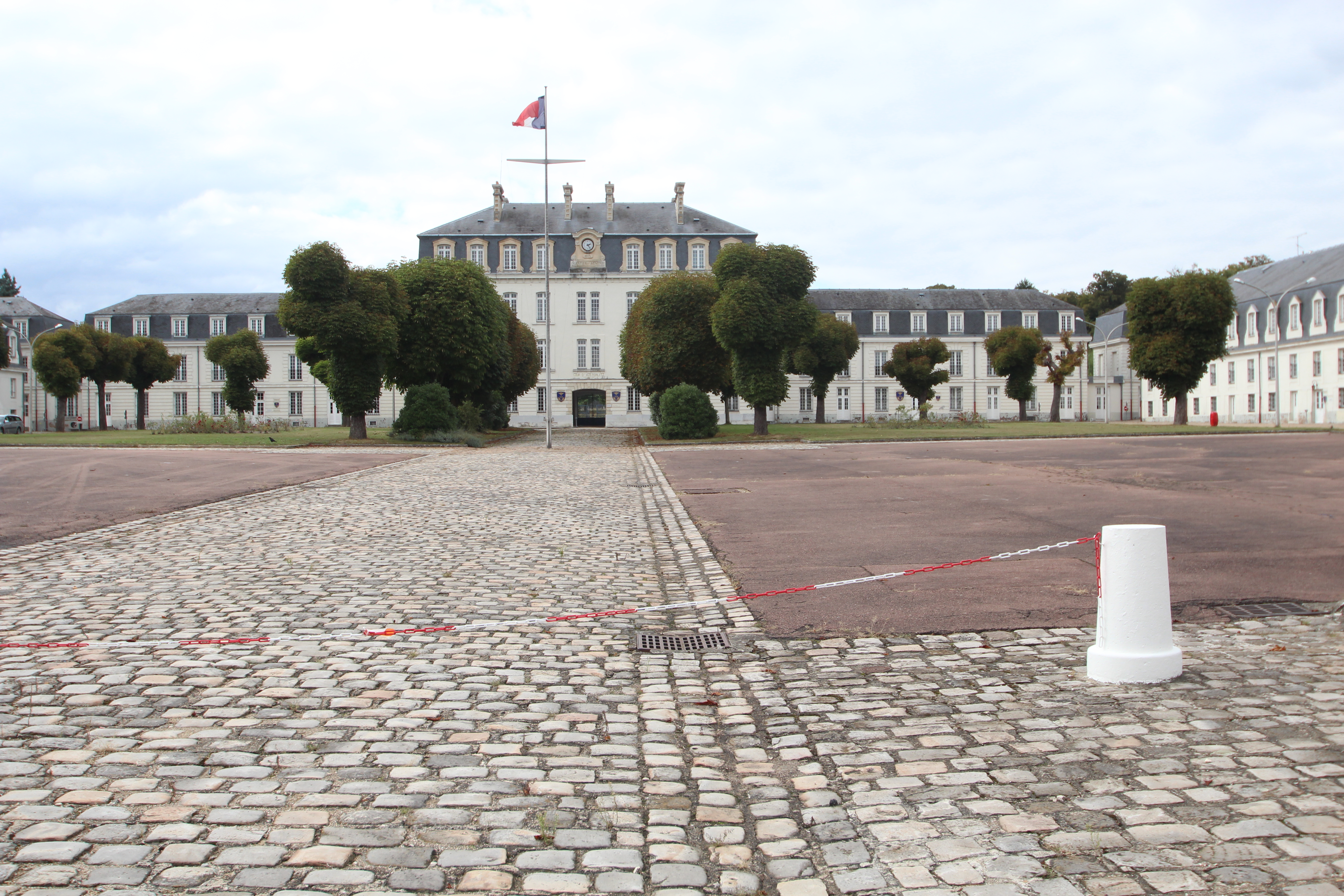
Le quartier de Rambouillet, rebaptisé depuis Estienne, où César Covo passe la drôle de guerre.

En 1938, César Covo retrouve à Paris les proches de ses camarades restés au front, donne les nouvelles à leurs femmes, qui confectionnent les colis. À l'été, il passe sa convalescence auprès de ses deux jeunes neveux à Lozère, dans la vallée de Chevreuse, participant à l'animation d'un jardin d'enfants que le Komintern a ouvert dans une villa, la villa des Glycines, pour accueillir les enfants de brigadistes.
Toujours domicilié à Bagnolet, il est embauché à Gennevilliers dans l'usine automobile Chenard et Walcker, que Chausson vient d'acquérir.
Le 3 septembre 1939, la France, avec le Royaume-Uni, déclare la guerre au IIIe Reich en réponse à l'invasion de la Pologne par celui-ci. César Covo, qui, à vingt-sept ans, est mobilisable, est convoqué en conseil de révision. Quoique jugé réformable à cause de ses blessures, il est déclaré apte en raison de ses états de service et est affecté à la 20e DGC, division de grosse cavalerie. Il passe la drôle de guerre en garnison à Rambouillet, au sud-ouest de Paris, jusque début juin.
Face à l'invasion de la France, son colonel transgresse les ordres et fait reculer son régiment sans combattre, évitant à ses hommes une mort inutile. Au moment de l'armistice, le 22 juin 1940, César Covo se retrouve en Zone libre.
Quelques semaines plus tard, il est démobilisé. Le désir de rendre utile une vie jusque-là préservée, le souvenir des camarades morts, l'inefficacité de l'armée régulière le convainquent de poursuivre le combat avec ses camarades communistes et le décide à retourner à Paris, en Zone occupée.

#### MOI dans la clandestinité (1940-1941)
Dans Paris occupé, il retrouve certains amis communistes entrés dans la clandestinité pour échapper au décret pris le 26 septembre 1939 par Albert Sarraut, ministre de l'Intérieur radical socialiste du gouvernement Daladier, qui les rendent passibles d'emprisonnement. C'est le même ministre qui prend un décret d'application de la loi sur les sujets ennemis pour interner dans le camp des Milles les intellectuels dissidents du régime nazi réfugiés en France.
En réponse à l'appel du 10 juillet 1940 de Jacques Duclos, premier secrétaire du PCF interdit, Simon Cukier réunit autour de lui Louis Minkowski[réf. souhaitée], Louis Gronowski, Édouard Kowalski, Marino Mazetti, Jacques Kaminski et Artur London, puis d'autres militants sans papiers, pour organiser la distribution de tracts appelant à la résistance. Le réseau se constitue par affinités, relations d'enfance, dans un même milieu déchu d'une nationalité française acquise en 1936. Nombreux parmi eux sont ceux qui tombent sous le coup de la loi contre les « Juifs ». Beaucoup appartiennent à une branche de la CGTU, le syndicat Main-d'œuvre immigrée dont Adam Rayski dirige la section juive. Le groupe de résistants adopte ce nom de MOI, que la police française croira longtemps signifier Mouvement ouvrier international.
Les militants sont frustrés par l'interdiction faite par la direction du PCF de passer à une action armée en raison de l'alliance passée entre l'Union soviétique et le IIIème Reich. La rupture du Pacte germano-soviétique intervient le 22 juin 1941 et le Komintern autorise de se procurer des armes. Pour ce faire, des contacts sont pris avec les anciens d'Espagne regroupés au sein de l'AVER, Amicale des volontaires en Espagne républicaine créée en 1938. La plupart sont restés cependant détenus dans le camp du Vernet, où Adam Rayski s'est rendu dès le mois d'avril pour repérer les lieux.
César Covo y est envoyé à son tour avec un groupe chargé d'organiser des évasions. Les évadés malades sont répartis clandestinement dans des centres de soins de la région par Yvonne Robert, assistante sociale de Bagnolet dépêchée par André Marty qui au printemps 1939 organisait les évasions de Gurs sous la couverture d'évacuations sanitaires. Ceux qui n'auront pas la chance de s'évader seront utilisés en 1942 par le gouvernement Laval soit pour compléter les contingents du STO, tel le membre du Komintern Alexandre Zinkiewicz qui sera abattu dans un camp nazi, soit comme monnaie d'échange pour les ressortissants de l'Union soviétique, où ils devront prouver leur fidélité à la ligne stalinienne en accomplissant jusqu'à la mort des travaux forcés.
César Covo, qui connaît l'imprimerie de labeur, métier de son père, est sollicité pour fabriquer des faux papiers qui permettent aux anciens d'Espagne évadés de circuler sans se faire interpeller ou de traverser une frontière.

#### Résistant faussaire (1942-1944)

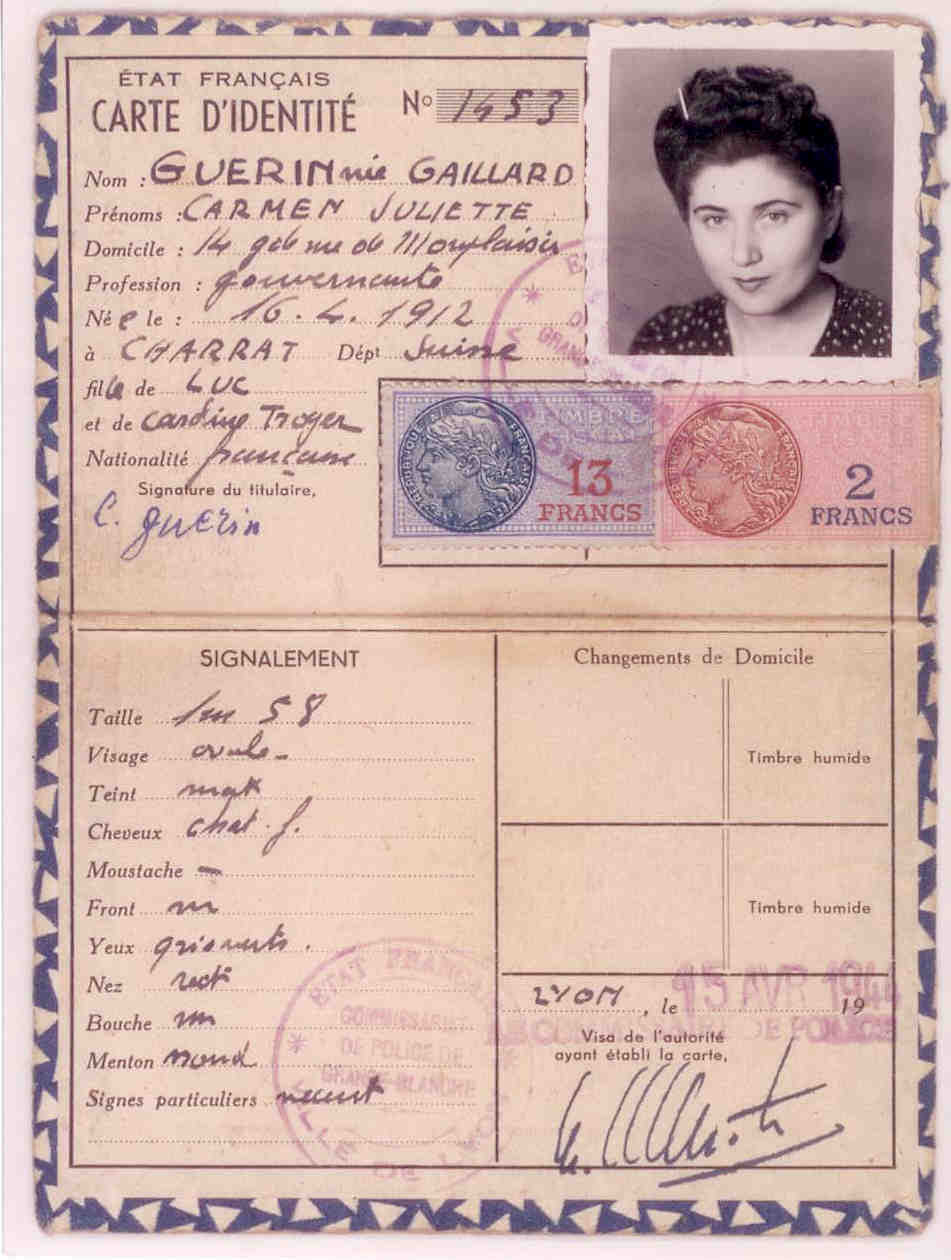
La difficulté à réaliser de fausses cartes d'identité n'était pas d'ordre technique mais logistique, et tenait à la préservation du secret. Ci-dessus, exemplaire réalisé non pas César Covo mais à Lyon.

De retour à Paris, César Covo continue de fabriquer des fausses cartes d'identité sous une couverture d'imprimeur paisible. Il en fabrique aussi pour les proches, épouses, maîtresses, enfants. Le cloisonnement du réseau est tel que très peu au sein même de la MOI le connaîtront, d'autant que son courage est mis en doute et sa participation remise en cause quand il refuse de distribuer des tracts parce que ceux-ci sont illisibles. Ce sont de telles dissensions qui vaudront en août 1943 à Boris Holban d'être démis de son poste de commissaire politique des FTP MOI de la région parisienne et remplacé par le poète Michel Manouchian, lequel sera arrêté trois mois plus tard avec un grand nombre des MOI et fusillé avec ses camarades de l'Affiche rouge le 21 février 1944 dans une succession interrompue d'exécutions.
La campagne armée dans Paris a commencé le 21 août 1941 par un attentat perpétré dans une station de métro, station renommée depuis Colonel Fabien, par Pierre Georges, brigadiste devenu commissaire militaire de l'Organisation spéciale, et Gilbert Brustlein, chef d'un de ces Bataillons de la Jeunesse qui regroupent dans la clandestinité des membres de la Jeunesse communiste. Elle culminera au cours du premier semestre 1943 et comptera à son actif deux cent trente actions dès le mois de mars cette année. Elle est faite de sabotages des chemins de fer et d'attentats contre les magasins qui fournissent l'occupant, les lieux de rendez vous de celui-ci, hôtels, restaurants et cinémas, les soldats eux-mêmes. Chargé, en raison de sa jambe raide, de faire les repérages qui préparent les dynamitages, César Covo n'y participe pas en première ligne mais, comme durant la guerre d'Espagne, il est le témoin de la multiplication des tensions personnelles et des dissensions politiques. Celles-ci sont avivées par la retournement de l'opinion publique contre la résistance violente dès octobre 1941, à la suite de l'épisode des fusillés de Chateaubriant, ce malgré le soutien initialement exprimé depuis Londres par le général de Gaulle à ce type d'action.
Le rattachement en mai 1943 de la MOI de Joseph Epstein aux FTP de Rol Tanguy est la reprise en main d'un réseau d'activistes dont l'héroïsme traduit plus une haine personnelle du nazisme qu'une obéissance aux directives politiques. Quand une des cibles, revolvérisée le 28 septembre 1943 sans que ses meurtriers ne sachent qui ils visent, s'avère être le responsable du STO Julius Ritter, cent trente MOI ont déjà été arrêtés depuis le début de l'année et le réseau est presque entièrement identifié jusque dans ses ramifications par la Brigade spéciale no 2 du commissaire René Hénoque. Après avoir subi séances de tortures et procès d'un quart d'heure, soixante dix MOI sont fusillés en janvier et février 1944 au Mont Valérien. L'interpellation des principaux acteurs du réseau au cours du mois de novembre 1943 et leurs exécutions au même endroit les 21 février, 24 mars, 11 et 25 avril 1944, donnent au Propaganda Abteilung et au Centre d'études antibolchéviques, son auxiliaire français, l'occasion de mener une importante opération de propagande, qui culmine avec la campagne de l'Affiche rouge.
En dépit de ces revers, les FTP communistes intègrent en février 1944 les FFI de la place de Paris, Forces françaises de l'intérieur dont ils constituent la principale composante, les représentants gaullistes issus de l'Armée secrète, André Boulloche et Ernest Gimpel, étant eux aussi arrêtés. À la Libération de Paris, César Covo est sur les barricades commandées du 18 au 24 août 1944 par le colonel Rol Tanguy avec des pistolets qui font illusion dans l'attente du secours de La Nueve. Dans la région de Salonique, pays de ses ancêtres, quatre-vingt-seize pour cent de la communauté ladino a été exterminée dans les camps de concentration nazis.

### Agent du Kominform (1945-1949)
À l'automne 1944, César Covo est envoyé avec quelques autres militants au royaume de Bulgarie par la sous section bulgare de la MOI pour aider le Parti ouvrier bulgare à asseoir sa prise du pouvoir. Il voyage clandestinement pendant vingt-trois jours, parfois à pieds, à travers la France, l'Italie, la Yougoslavie. Il est de retour à Paris moins d'un an plus tard.
Dès le début de la guerre froide, César Covo est remobilisé par le PCF pour des actions de militantisme et de propagande en faveur de la paix qui reprennent, notamment lors de l'ouverture du siège de l'ONU à Paris le 24 octobre 1945, alors que le conflit armé est poursuivi sur le territoire même de l'Union soviétique par l'insurrection nationaliste ukrainienne des hommes de la Division SS Galicie et de la police auxillaire de la Gestapo que conduit avec le soutien de la CIA et du MI6 l'ex-chef du bataillon Nachtigall et hauptmann du 201e Schutzmannschaft Roman Choukhevytch. En raison de ses origines, il est dépêché auprès de la délégation qu'envoie à l'ONU la république populaire de Bulgarie, « démocratie populaire » qui succède à partir du 15 septembre 1946 au royaume de Bulgarie.
Comme à beaucoup d'émigrés, anciens combattants ou non, le gouvernement soviétique lui offre de retourner dans son pays d'origine, la nationalité bulgare et un emploi dans la fonction publique. Il choisit de rester français en France. Il participe avec la délégation bulgare à la création d'une agence de presse, les éditions Sofita, et de la revue hebdomadaire de la sous section bulgare de la MOI, Paris-Sofia, où il a une responsabilité éditoriale. Celle-ci diffuse auprès d'une population bulgare qui a vécu la guerre dans le camp de l'Axe et qui vit sous l'occupation de l'Armée rouge, une image positive du projet de construction socialiste.

### Rupture avec le stalinisme (1950-1955)

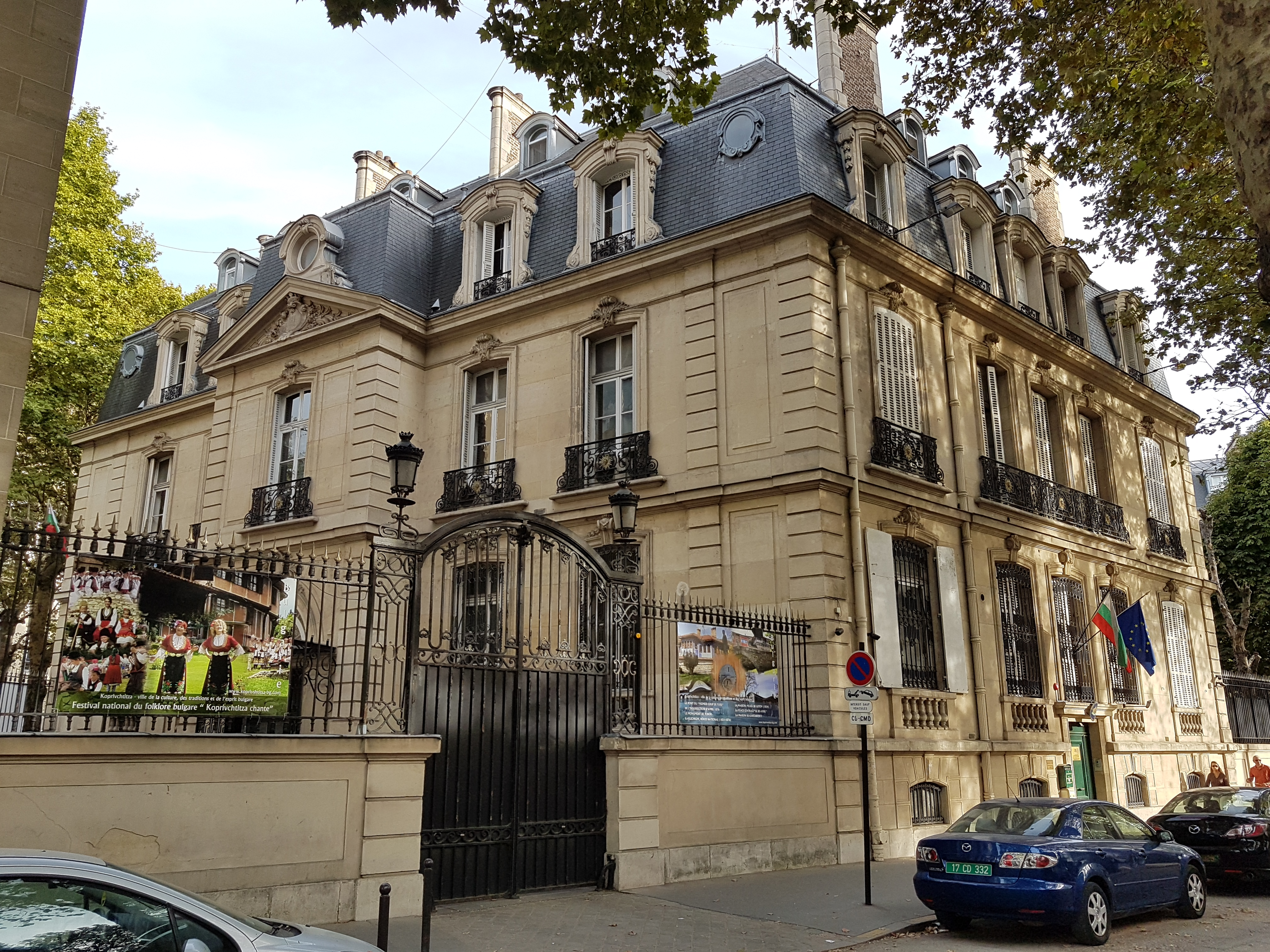
L'ambassade de Bulgarie en 2019, où César Covo a habité pendant cinq ans.

César Covo devient fonctionnaire de l'ambassade de Bulgarie. Chargé de la coordination des services culturels, il fait office d'interprète et est logé sur place, 1 avenue Rapp. Cette activité lui est de nouveau l'occasion, comme en 1936 et en 1942, de constater les dysfonctionnements du système stalinien et la corruption du régime. Les postes sont distribués par favoritisme. Ce dévoiement de l'idéal communiste, César Covo l'analyse comme la traduction au quotidien de la trahison qu'a été le pacte germano-soviétique et achève de le détourner du système soviétique tel qu'il est devenu au cours du règne de Staline.
Séduisant quadragénaire au front haut et au regard bleu, il se lie à une jeune dactylo qui travaille dans un cabinet d'architecte situé en face de son bureau. Elle est bretonne, catholique, pensionnaire des religieuses et pieuse. Cette fréquentation lui vaut des critiques au sein de sa cellule de parti, dont une des fonctions est de veiller scrupuleusement sur la moralité de ses membres et l'image qu'ils donnent du Parti.
Quand en 1952, il lui est annoncé qu'il sera père à l'âge de quarante ans, il se trouve dans l'obligation, vis-à-vis de la famille de la jeune fille, de régulariser rapidement leur situation.
En 1955, deux ans après la mort de Joseph Staline et l'insurrection berlinoise de juin 53, l'attitude de ses camarades de cellule quant à son mariage s'ajoute aux désillusions passées et le décide à démissionner de l'ambassade et du Parti. Il est ainsi un des premiers à dénoncer le stalinisme.

### Imprimeur indépendant (1956-1977)
Désormais sans emploi et face à lui-même, César Covo installe son foyer à Asnières. C'est là qu'il travaille comme imprimeur, à son compte. Son petit atelier se spécialise dans l'impression sur plastique. Il aura trois enfants. Il reste adhérent de l'AVER, reconstituée en 1945 après avoir été interdite à la fin septembre 1939.

### Vétéran témoin (1978-2015)
Parvenu à la retraite, César Covo, se rapproche de sa belle-famille bretonne et s'installe à Rennes. Quoique conscient des difficultés propres à une époque complexe où les choix sont moins évidents, il se consacre à transmettre aux générations futures le témoignage de l'engagement de ses collègues brigadistes en Espagne et en France et les principes qui les ont conduits à l'action. Il participe à des associations, répond aux journalistes et aux historiens, fait des présentations dans les écoles, écrit. C'est pour lui un devoir de mémoire rendu d'autant plus nécessaire que ce qui est présenté sous le seul jour d'une guerre civile reste alors un sujet polémique dont l'histoire est, dans une Espagne nationaliste toujours bridée par la dictature de Franco, interdite.
En 1996, onze ans après la mort du dictateur Caudillo, le gouvernement socialiste de Felipe Gonzalez édicte une loi permettant d'attribuer aux brigadistes, la nationalité espagnole. C'était une promesse formulée par le président de la République espagnole Juan Negrín le 25 octobre 1938 aux Masies (ca). Cette reconnaissance ouvre aux brigadistes français le statut d'ancien combattant et les droits afférents.
César Covo est alors, nonobstant son camarade espagnol Matías Arranz (es), un des dix-huit ultimes vétérans des quelque trente cinq mille volontaires des BI, aux côtés des Français Vincent et Joseph Almudever, Lise London, Théo Francos, Marina Ginestà et Antoine Piñol, des Autrichiens Hans Landauer (de) et Gert Hoffmann, du poète argentin Luis Alberto Quesada (es), du Mexicain Juan Miguel de Mora Vaquerizo, des Américains Delmar Berg (en) et John Hovan, du Britannique Philip Tammer et britannique australien Stanley Hilton, du Tchèque Karel Dufek, et de David Lomon et Erik Ellman. Mauvaise communication et tracasseries administratives feront que César Covo ne demandera la nationalité espagnole qu'à l'âge de cent un an et l'obtiendra in extremis.
Au début des années 2000, le témoignage d'un des derniers compagnons survivant du bataillon Commune de Paris, Théo Francos, est recueilli et mis en forme par un écrivain. En 2005, ce rare récit direct et subjectif de la guerre d'Espagne est publié par un éditeur basque en même temps que celui que, de son côté, César Covo a lui-même terminé de rédiger en 2004.
Le « compañero » Covo meurt à l'âge de cent deux ans dans une petite maison de retraite de Cleunay, 70 rue Ferdinand de Lesseps dans la banlieue ouest de Rennes, figure de l'Amicale des anciens combattants en Espagne républicaine désabusée mais pas découragée et témoin de l'engagement, au-delà des discours, par les actes.

« Et s'il était à refaire, je referais ce chemin. Je regrette le résultat mais pas l'engagement. »

— César Covo interrogé en 2007.

## Œuvre littéraire
- Mémoires d’un ancien volontaire, inédit, manuscrit contenant des détails qui ne sont pas repris dans les éditions.
- La guerre, camarade !, Atlantica, Biarritz, août 2005, 254 p.  (ISBN 978-2843948299).
- Guerre à la guerre ! Parcours engagé dans l'Europe du XXe siècle, Atlantica, Biarritz, mai 2010, 180 p.  (ISBN 978-2758802983).

### Sources
1. 1 2  « Carnet. », in L'Humanité, p. 21, Paris, mardi 10 mars 2015.
2. ↑  État civil sur le fichier des personnes décédées en France depuis 1970
3. 1 2 3 4 5 6 7 8 9 10 11 12 13 14  « César Covo, sa vie est un vrai livre d'histoire », in Ouest-France, Rennes, 5 mai 2013.
4. ↑  G. Veinstein, Salonique 1850-1918, la "ville des Juifs" et le réveil des Balkans., pp. 54-58, Autrement, Paris, 1992  (ISBN 9782862603568).
5. ↑  B. Leroy, « Joseph Nehama, Histoire des Israélites de Salonique. », in Bulletin hispanique, vol. LXXXI, n° 3, p. 348, université Bordeaux-III, Pessac, 1979.
6. 1 2  B. Leroy, « Joseph Nehama, Histoire des Israélites de Salonique. », in Bulletin hispanique, vol. LXXXI, n° 3, p. 356, université Bordeaux-III, Pessac, 1979.
7. ↑  B. Leroy, « Joseph Nehama, Histoire des Israélites de Salonique. », in Bulletin hispanique, vol. LXXXI, n° 3, p. 346, université Bordeaux-III, Pessac, 1979.
8. ↑  B. Leroy, « Joseph Nehama, Histoire des Israélites de Salonique. », in Bulletin Hispanique, vol. LXXXI, n° 3, p. 355, université Bordeaux-III, Pessac, 1979.
9. ↑  B. Leroy, « Joseph Nehama, Histoire des israélites de Salonique. », in Bulletin hispanique, vol. LXXXI, n° 3, p. 349, université Bordeaux-III, Pessac, 1979.
10. 1 2 3 4 5 6 7  M. Carof Gadel, César Covo, « livre d'histoire » des collégiens, rennes.maville.com, Rennes, 27 novembre 2009.
11. 1 2 3 4 5 6 7 8 9  R. Skoutelsky, « Entretien avec César Covo », 10 janvier 2001, in Le Monde, Paris, 23 mars 2015.
12. ↑  RGASPI, F. 545. op. 2, cote D.112 & op. 6, cote D.1038, Moscou.
13. ↑  BDIC, Mfm 880/10, Nanterre.
14. ↑  V. Zaïmova-Tapkova Vassilka, « Les écoles catholiques françaises en Bulgarie. Problème de politique balkanique et de tolérance religieuse », in Bulletin de AIESEE, Association internationale d'études du Sud-Est européen, Bucarest, 1997.
15. 1 2 3 4  I. D., « J'avais pour mission de cibler les objectifs à dynamiter », in L'Humanité, Paris, 9 Février 2007.
16. 1 2 3 4 5 6 7  Ch. Dinger, Notice biographique, Atlantica, Biarritz, 2005.
17. 1 2 3 4 5 6 7 8 9 10 11 12 13 14 15 16 17 18 19 20 21 22 23 24 25 26 27  Y. Renoult, Compte rendu d'un entretien avec César Covo, Rennes, 2008 ?
18. ↑  C. Pennetier, « LAMPE Maurice », 31 décembre 2009, suppl. à J. Gotovitch & M. Narinski, Dictionnaire biographique du Komintern, L'Atelier, Ivry, 2001.
19. 1 2 3 4  C. Rol-Tanguy, « Dévoilement de la plaque à la mémoire des volontaires des Brigades Internationales », ACER, Paris, 10 novembre 2011.
20. 1 2 3 4  P. Rebière, Faire part de décès à l'AABI, ACER, Paris, mars 2015.
21. ↑  Ch. Diger, « A la mémoire de Théo Francos », cf. référence supra, 26 janvier 2014.
22. 1 2 3 4 5 6 7 8 9 10  « Breve biografía de César Covo », in brigadasinternacionales.org, AABI, Madrid, décembre 2014.
23. 1 2  C. Covo, Mémoire d'un ancien volontaire, cité in Skoutelsky, 2006, op. cit., p. 319.
24. 1 2  C. Covo, Mémoire d'un ancien volontaire, cité in Skoutelsky, 2006, op. cit., p. 322.
25. 1 2  C. Covo, Mémoire d'un ancien volontaire, cité in Skoutelsky, 2006, op. cit., p. 326.
26. ↑  C. Covo, Mémoire d'un ancien volontaire, cité in Skoutelsky, 2006, op. cit., p. 327.
27. ↑  C. Covo, Mémoire d'un ancien volontaire, cité in Skoutelsky, 2006, op. cit., p. 329.
28. ↑  C. Covo, Mémoire d'un ancien volontaire, cité in Skoutelsky, 2006, op. cit., p. 328.
29. 1 2 3 4 5  C. Rol Tanguy, « Disparition de notre ami César COVO. », Les Amis des combattants en Espagne républicaine, Paris, mars 2015.
30. ↑  C. Covo, Mémoire d'un ancien volontaire, cité in Skoutelsky, 2006, op. cit., p. 340-341.
31. 1 2 3  C. Covo, Mémoire d'un ancien volontaire, cité in Skoutelsky, 2006, op. cit., p. 478.
32. ↑  C. Covo, Mémoire d'un ancien volontaire, cité in Skoutelsky, 2006, op. cit., p. 790.
33. ↑  C. Covo, Mémoire d'un ancien volontaire, cité in Skoutelsky, 2006, op. cit., p. 482.
34. ↑  C. Covo, Mémoire d'un ancien volontaire, cité in Skoutelsky, 2006, op. cit., p. 481.
35. ↑  C. Covo, Mémoire d'un ancien volontaire, cité in Skoutelsky, 2006, op. cit., p. 483.
36. ↑  C. Covo, Mémoire d'un ancien volontaire, cité in Skoutelsky, 2006, op. cit., p. 484.
37. 1 2  C. Covo, Mémoire d'un ancien volontaire, cité in Skoutelsky, 2006, op. cit., p. 489.
38. ↑  C. Covo, Mémoire d'un ancien volontaire, cité in Skoutelsky, 2006, op. cit., p. 488.
39. 1 2  C. Covo, Mémoire d'un ancien volontaire, cité in Skoutelsky, 2006, op. cit., p. 503.
40. ↑  C. Covo, Mémoire d'un ancien volontaire, cité in Skoutelsky, 2006, op. cit., p. 502.
41. 1 2  C. Covo, Mémoire d'un ancien volontaire, cité in Skoutelsky, 2006, op. cit., p. 504.
42. ↑  C. Covo, Mémoire d'un ancien volontaire, cité in Skoutelsky, 2006, op. cit., p. 505.
43. ↑  C. Covo, Mémoire d'un ancien volontaire, cité in Skoutelsky, 2006, op. cit., p. 507.
44. ↑  C. Covo, Mémoire d'un ancien volontaire, cité in Skoutelsky, 2006, op. cit., p. 972.
45. ↑  M. Boucault, Des « Terroristes » à la retraite, Arte France, Strasbourg, 1983.
46. 1 2 3 4 5 6 7  J. Amat & D. Peschanski, La Traque de l'Affiche rouge, Compagnie des phares et balises, Paris, 2007.
47. ↑  Règlement du prix Rol-Tanguy, ACER, Paris, 2015.
48. ↑  Jean-Pierre Gast, Gens de Bagnolet, Mairie, Bagnolet, 1994.
49. ↑  RGASPI, F. 545. op. 6, cote 1377, Moscou.
50. ↑  Coll., 1939-1945. Parcours de la mémoire en Île-de-France soixante ans (et plus) après., p. 19, Association nationale des familles de fusillés et massacrés de la Résistance française et de leurs amis, Paris, 10 octobre 2004.
51. 1 2 3 4  « Guerre à la guerre. Parcours engagé dans l'Europe du XXe siècle. Description », Atlantica, Biarritz, mai 2010.
52. ↑  A. Rayski, L'Affiche rouge, p. 14, Comité d’Histoire de la Ville de Paris, Paris, 2009.
53. ↑  B. Leroy, « Joseph Nehama, Histoire des Israélites de Salonique. », in Bulletin Hispanique, vol. LXXXI, n° 3, p. 357, université Bordeaux-III, Pessac, 1979.
54. ↑  Coll., 1939-1945. Parcours de la mémoire en Île-de-France soixante ans (et plus) après., p. 11, Association nationale des familles de fusillés et massacrés de la Résistance française et de leurs Amis, Paris, 10 octobre 2004.
55. ↑  J. E. Ducoin, « Les héros de l’Affiche rouge », in L'Humanité, Paris, 13 février 2007.
56. 1 2  « Noticias de César Covo », in brigadasinternacionales.org, AABI, Madrid, 1996.
57. ↑  « Draveil (91) : Hommage aux Brigades internationales », in Le Réveil des combattants, n° 727-728, ARAC, Villejuif, mars 2007.
58. ↑  « El brigadista César Covo en busca de la nacionalidad española », in brigadasinternacionales.org, AABI, Madrid, 2014.
59. ↑  « Faire part », in Le Monde, Paris, 22 mars 2015.
60. ↑  P. Rebière, Disparition de notre ami César COVO., ACER, Paris, mars 2015.
61. ↑  J. Y. Gargadennec, Carabanchel. César Covo. Brigadiste international., YouTube.fr, Rennes, 25 octobre 2013.
62. ↑  F. Blaise, ¡NO PASARAN! Portraits de combattant-e-s de l'Espagne républicaine., collectif Contre-Faits, Marseille, 2009.